# Somoskőújfalu
Somoskőújfalu (slovensky Šomošská Nová Ves nebo také Šomošová) je obec v Maďarsku v Novohradské župě v okrese Salgótarján.
V letech 1920 až 1924 obec patřila k Československu. Vzhledem k tomu, že Trianonská smlouva v této oblasti neurčila přesně hranici mezi Československem a Maďarskem, byl spor vyřešen až Radou Společnosti národů v dubnu 1923, a to ve prospěch Maďarska.
Ve styku se Slovenskem je zde silniční hraniční přechod Somoskőújfalu – Šiatorská Bukovinka. Do obce vede železniční trať Fiľakovo – Somoskőújfalu, provoz na trati je však zastaven.
Obec má rozlohu 233 ha a žije zde 2 186 obyvatel (stav k 1. lednu 2011).